# Nóvaia Otrada
Nóvaia Otrada (en rus: Новая Отрада) és un poble de Baixkíria, a Rússia, que en el cens del 2010 tenia 129 habitants. Pertany al districte de Iermolàievo.